# Górniki (gmina)
Górniki – dawna gmina wiejska istniejąca do 1939 roku w woj. wołyńskim (obecnie na Ukrainie). Siedzibą gminy były Górniki, a następnie Ratno, które stanowiło odrębną gminę miejską.
W okresie międzywojennym gmina Górniki należała do powiatu kowelskiego w woj. wołyńskim. Była to najdalej na północ wysunięta gmina woj. wołyńskiego. Według stanu z dnia 4 stycznia 1936 roku gmina składała się z 13 gromad. Po wojnie obszar gminy Górniki wszedł w struktury administracyjne Związku Radzieckiego.